# William Scott O’Connor
William Scott O’Connor (* 23. Mai 1864 in Pittsburgh; † 16. Januar 1939 in New York City) war ein US-amerikanischer Fechter.

## Leben
Bei den Olympischen Spielen 1904 in St. Louis nahm er lediglich am nur bei diesen Spielen ausgetragenen Wettbewerb im Stockfechten teil. In diesem wurde er hinter Albertson Van Zo Post und vor William Grebe Zweiter. Gemeinsam mit Graeme Hammond gründete O’Connor 1891 die Amateur Fencers League of America.